# Andreas Willers

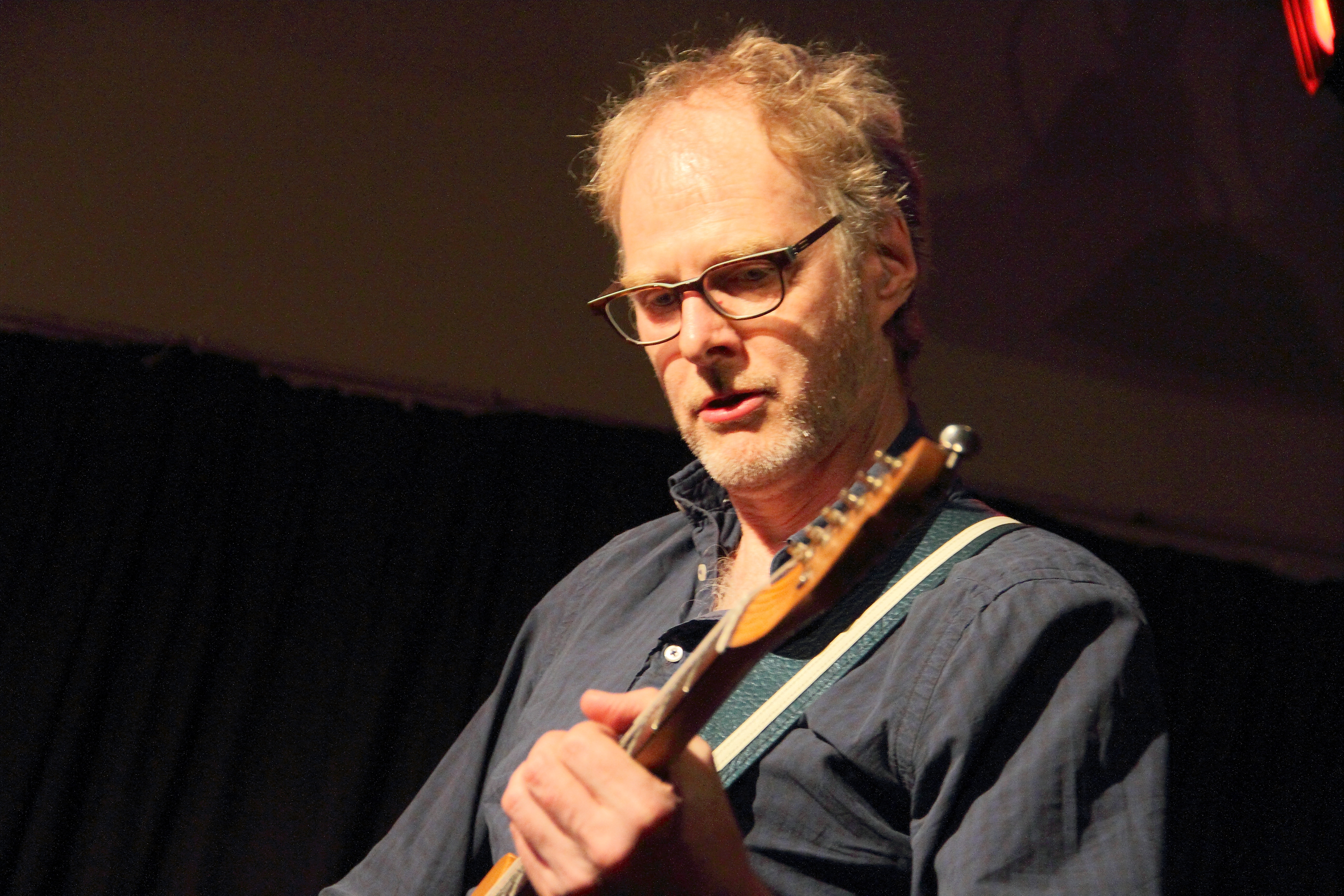
Andreas Willers im club W71, 2018

Andreas Willers (* 5. Dezember 1957 in Rendsburg) ist ein deutscher Jazzmusiker (Gitarre und Komposition).

## Leben und Wirken
Willers, der in Bluesbands wie der Charly Schreckschuss Band und in Avantgarde-Gruppen begonnen hatte, studierte zunächst 1979/1980 am Guitar Institute of Technology in Los Angeles, um seine Studien an der Hochschule für Musik und Theater Hamburg bei Harry Pepl und in Meisterkursen in Banff bei John Abercrombie fortzusetzen. Bei Free Music Production legte er ein Soloalbum Hier & als Auch vor und begann im Duo mit dem Bläser Gebhard Ullmann zu arbeiten. 1983 zog er nach Berlin, wo er mit Ullmann, Martin Lillich und Niko Schäuble das Quartett Out to Lunch gründete, das internationale Tourneen unternahm, auf großen Festivals spielte und mit Enrico Rava tourte und aufnahm. 1987 spielten Willers und Ullmann als Minimal Kids mit Trilok Gurtu, später traten sie mit Steve Argüelles auf und nahmen mit Bob Stewart und Marvin Smitty Smith auf.
Sein Trio Blue Collar hat Willers mit Claudio Puntin zum Quartett und mit Matthias Schubert und Dominique Pifarély zum Quintett (und auch zum Oktett) erweitert. Außerdem spielt er im Quartett mit Paul Bley und Yves Robert. Von 1991 bis 1996 unterrichtete er an der Hochschule für Musik „Hanns Eisler“ Berlin. Mitte der 1990er spielte Willers im Theo Jörgensmann/Petras Vyšniauskas Quintet mit Kent Carter und Klaus Kugel. Mit Frank Paul Schubert, Christof Thewes und Willi Kellers bildete er die Formation Grid Mesh. Mit seinem Trio Derek Plays Eric geht er seit 2017 der Fiktion nach, wie es wohl geklungen hätte, wenn Derek Bailey und Eric Clapton gemeinsam musiziert hätten.
Willers arbeitete im Weiteren mit Gerry Hemingway, Hans Lüdemann, David Murray, Paul Bley, Marc Ducret, Warnfried Altmann, Bobby Previte, Uwe Kropinski, Elvira Plenar, Dirk Raulf und dem Acoustic Guitar Orchestra.
Gemeinsam mit Ullmann erhielt Willers den Preis der Deutschen Phonoakademie (1983) und den Jazzpreis des SWF (1987).

## Diskographische Hinweise
- Matthias Müller / Andreas Willers (Trouble in the East, 2025)
- Derek Plays Eric: A Suite of Soaps and Other Assorted Sceneries (Jazzwerkstatt 2023, mit Jan Roder, Christian Marien)
- Search & Rescue (Jazzhaus Records 2022)
- Andreas Willers 7 of 8: The Goldman Variations (Jazzwerkstatt, 2020, mit Nikolaus Neuser, Matthias Schubert, Florian Bergmann, Meinrad Kneer, Christian Marien sowie Jan Lukas Roßmüller)
- Urs Leimgruber / Andreas Willers / Alvin Curran / Fabrizio Spera: Rome-Ing (Leo Records 2019)
- Dörner / Willers / Kaufmann .AAA. live (Creative Sources Recordings 2012)
- Drowning Migrant (Leo Records 2009; solo)
- Montauk (BTL 2004; mit Dominique Pifarély, Alain Grange, Michael Griener)
- The Ground Music (Enja 1998, ed. 2000; mit Tom Rainey, Dieter Ilg, Jörg Huke, Arkady Shilkloper, Matthias Schubert, Claudio Puntin, Dominique Pifarély)
- The Private Ear (Sound Aspects 1989; mit Louis Sclavis, Gabriele Hasler, Martin Lillich)